# Murina florium
Murina florium är en fladdermusart som beskrevs av Thomas 1908. Murina florium ingår i släktet Murina och familjen läderlappar. Inga underarter finns listade i Catalogue of Life. Wilson & Reeder (2005) skiljer mellan tre underarter. Artepitet i det vetenskapliga namnet syftar på ön Flores som är fyndplatsen för typexemplaret.
Denna fladdermus blir 38 till 57 mm lång (huvud och bål), har en 31 till 39 mm lång svans och väger 4,5 till 11 g. Den har 32 till 37 mm långa underarmar och 10 till 14 mm stora öron. Pälsen på ovansidan har en gråbrun, orangebrun eller rödbrun färg och undersidans päls är ljusare. Lite päls finns även på vingarna nära bålen, på svansflyghuden, på tummarna och på fötterna. Ansiktet kännetecknas av rörformiga nakna näsborrar och några glest fördelade hår på andra delar av ansiktet. Vid de avrundade öronen förekommer en smal och spetsig tragus. Murina florium har ett robust kranium.
Arten förekommer med flera från varandra skilda populationer på sydostasiatiska öar och i den australiska regionen. I Australien hittas den på Kap Yorkhalvön. Murina florium lever i låglandet och i bergstrakter upp till 2800 meter över havet. Habitatet varierar mellan regnskogar och andra landskap med flera träd. Individerna vilar gömda i växtligheten, i grottor eller i byggnader. Där sover de ensam eller i små flockar.
Murina florium jagar sin föda som främst består av skalbaggar och spindeldjur vid trädkronorna i skogar. Den äter även nattfjärilar och flugor. I Australien sker parningen i oktober och november.
Beståndet påverlas regionalt av skogarnas omvandling till odlingsmark. Artem är ganska sällsynt. Populationen av vuxna djur antas vara 10 000 exemplar. IUCN kategoriserar arten globalt som livskraftig.